# Aeroportul Lanai
Aeroportul Lanai (IATA: LNY, ICAO: PHNY, FAA LID: LNY) este un aeroport din Comitatul Maui, Hawaii, Hawaii, Statele Unite ale Americii ce deservește zona Lanai City⁠(d). Aeroportul a fost tranzitat în 2021 de 87.303 pasageri.
Situat la o altitudine de 399 m, aeroportul dispune de 1 pistă.

## Infrastructură

### Piste
Aeroportul dispune de o singură pistă. Pista 03/21 are suprafața de asfalt și dimensiunile 5.001 picioare × 150 picioare. 